# Чернець та біс
«Чернець та біс» — російський трагікомедійний фільм-притча режисера Миколи Досталя, знятий в 2016 році за сценарієм Юрія Арабова. Остання картина режисера Досталя. Прем'єра відбулася в червні 2016 року на Московському міжнародному кінофестивалі. У прокат фільм вийшов 8 вересня 2016 року.
Фільм знятий на основі жанрів: це релігійно-фантастична трагікомедія з елементами містики в дусі творів Гоголя і Лєскова.

## Сюжет
Події розгортаються в Росії за царювання Миколи I. У чоловічому монастирі з'являється новий підозрілий насельник Іван, Семенів син, який здійснює чудеса. Настоятель монастиря насилу стримує Івана, сумніваючись в божественній природі його здібностей. На чудесного ченця приїжджає подивитися сам імператор.
По ходу розповіді глядач дізнається, що Івана спокушає біс на ім'я Легіон — це він насправді творить чудеса. Іван прикидається, що готовий «поклонитися» Легіону та віддати йому свою душу, якщо той доставить його на Святу землю. Легіон неохоче погоджується (за його словами, бісам перебувати в цьому місті не належить і насилу переносимо) і по повітрю переносить Івана в Єрусалим.
Іван бачить, що на міському ринку активно «торгують Христом» — сувенірами, що видаються за справжні реліквії: там продають цвяхи і дошки «з Хреста Господнього», тернові вінці й інші підробки. Іван в люті перевертає прилавки, намагаючись «вигнати торговців», як колись зробив Спаситель. Однак його жорстоко б'ють, і лише чорна магія Легіона зцілює його та рятує йому життя.
Іван відправляється поклонитися Гробу Господньому та насильно захоплює за собою Легіона. Після цього біс олюднюється, втрачає магічну силу і ледь не гине. Удвох вони по морю і суші повертаються в Росію. Вдома їх приймають за бродяг, жорстоко січуть батогами і кидають у в'язницю, де Іван помирає від ран. Його душа підноситься на небеса.
Легіон, остаточно увірувавши і ставши людиною, приходить в той самий монастир, де почалася історія, щоб стати черговим послушником. Ігумен приймає його, і новий монах займає місце Івана.

## У ролях
- Тимофій Трибунцев — Іван, Семенів син, монах
- Георгій Фетісов — Легіон, біс
- Борис Каморзін — ігумен, настоятель монастиря
- Микита Тарасов — Микола I, імператор
- Сергій Барковський — Олександр Христофорович Бенкендорф
- Михайло Мількіс — Андрій, ад'ютант імператора
- Роман Мадянов — архієрей (єпископ)
- Томас Моцкус — монастирський писар
- Михайло Крилов — чернець
- Георгій Назаренко — одноокий монах
- Володимир Капустін — монах-читець
- Микола Шатохін — Микола, господар постоялого двору
- Тагір Рахімов — цирульник
- Сергій Мамаєв — околодочний
- Ігор Гудєєв — Федот

## Створення
Ідея фільму з'явилася у режисера після прочитання книги про ченців Ніло-Сорської пустині ХІХ століття (зокрема, спогадів про рясофора Івана Семеновича Шапочникова) і житія преподобного Іоанна Новгородського XII століття, який за легендою здійснив паломництво до Єрусалиму верхи на бісі. Як виявилося після зйомок, схожий сюжет був і в поемі О. С. Пушкіна «Чернець».
Фільм знімався у Вологодській області на території Кирило-Білозерського монастиря, в йорданському місті Петра, на узбережжі Мертвого моря і в окупованому РФ Криму, де знімалися сцени Єрусалима.

## Відгуки
«Чернець та біс» отримав в основному стримано-позитивні відгуки від російських кінокритиків. Про фільм писали: «Це хороший фільм із чудовими акторськими роботами» (Алекс Екслер), «Із Тимофія Трибунцева та Георгія Фетісова вийшла чудова пара — зразковий дует, а скромник Микита Тарасов несподівано виявився ідеальним Миколою I» (Антон Долін), «Цілком гарна історія, але все одно є в ній щось натужне» («Деловой Петербург»), «Іронічний та сумний, якийсь дуже російський текст розцвів на екрані, підкуповуючи своєю щирістю» («Кіно-театр. ру»).
Негативні відгуки фільм отримав від деяких видань релігійної тематики. Зокрема, заступник головного редактора сайту «Російська народна лінія» писав, що фільм «душевний та духовно отруйний», а автор старообрядницького сайту «Російська віра» — що «любов ченця та біса один до одного — найжахливіша фантасмагорія, яка може привидітися». Автор сайту «Шукайте жінку» Лілія Малахова вважає, що фільм «не можна розглядати як православний, хоча багато хто намагається представити його саме так».

## Нагороди та номінації
- 2016 — Фестиваль православного кіно «Покров» — Гран-прі.
- 2017 — «Золотий орел»:
  - премія за кращий сценарій — Юрій Арабов
  - номінація на премію за кращу чоловічу роль другого плану — Роман Мадянов
- 2017 — «Ніка»:
  - премія за найкращу сценарну роботу — Юрій Арабов
  - премія за найкращу чоловічу роль — Тимофій Трибунцев
  - премія за найкращу чоловічу роль другого плану — Борис Каморзін
  - премія за найкращу роботу звукорежисера — Максим Беловолов
  - номінація на премію за найкращий ігровий фільм
  - номінація на премію за найкращу режисерську роботу — Микола Досталь
- 2017-XXV кінофестиваль «Віват кіно Росії!» у Санкт-Петербурзі[10]:
  - приз за найкращу режисуру — Микола Досталь